# Clidemia heteronervis
Clidemia heteronervis là một loài thực vật có hoa trong họ Mua. Loài này được (Naudin) Wurdack mô tả khoa học đầu tiên năm 1971.